# Премия Фланнери О’Коннор за короткий рассказ
Премия Фланнери О'Коннор за короткий рассказ (англ. Flannery O'Connor Award for Short Fiction) — ежегодная американская литературная премия присуждаемая Издательством Университета Джорджии (UGA Press — University of Georgia Press), названная в честь американской писательницы, мастера короткого рассказа Фланнери О’Коннор (1925—1964).
Учреждённая в 1983 году для поощрения молодых писателей путём привлечения к их работам внимания читателей и критиков, премия стала своего рода испытательным полигоном для новичков.
Ежегодно выбираются два победителя за сборники коротких рассказов или новелл. Авторы победивших рукописей получают денежный приз в 1 тыс. долларов США, а их произведения позднее публикуются по условиям обычного контракта. Иногда издательство отбирает более двух победителей.

## Лауреаты премии
- A Brief History of Male Nudes in America — Dianne Nelson
- Ghost Traps — Robert H. Abel
- How Far She Went — Mary Hood
- Living With Snakes — Daniel Curley
- Low Flying Aircraft — T. M. McNally
- Nervous Dancer — Carol Lee Lorenzo
- Rough Translations — Molly Giles
- Silent Retreats — Philip F. Deaver (1986)
- Spirit Seizures (Collier fiction) — Melissa Pritchard
- The Evening News — Tony Ardizzone
- The EXPENDABLES — Antonya Nelson
- The Invention of Flight — Susan Neville
- The Melancholy of Departure — Alfred Depew
- The People I Know — Nancy Zafris
- The Piano Tuner — Peter Meinke
- The Purchase of Order — Gail Galloway Adams
- Useful Gifts — Carole L. Glickfeld
- The Bear Bryant Funeral Train — Brad Vice[1]
- Evening Out — David Walton

- 1995
  - Sky over El Nido — C. M. Mayo
  - Large Animals in Everyday Life — Wendy Brenner
- 1996
  - The Quarry: A Novella & Stories — Harvey Grossinger
  - No Lie Like Love — Paul Rawlins
- 1997
  - Under The Red Flag — Ха Цзинь / Ha Jin
  - Winter Money — Andy Plattner
- 1998
  - Survival Rates — Mary Clyde
  - Unified Field Theory — Frank Soos
- 1999
  - The Edge of Marriage — Hester Kaplan
  - Caution: Men in Trees — Darrell Spencer
- 2000
  - Ice Age — Robert Anderson
  - Big Bend — Bill Roorbach

- 2001
  - Break Any Woman Down — Dana Johnson
  - The Necessary Grace to Fall — Gina Ochsner
- 2002
  - Compression Scars — Kellie Wells
  - Eyesores — Eric Shade
- 2003
  - Ate It Anyway — Edward Allen
  - Curled in the Bed of Love — Catherine Brady
- 2004
  - Sorry I Worried You — Gary Fincke
  - The Send-Away Girl — Barbara Sutton
- 2005
  - Spit Baths — Greg Downs
  - The Imaginary Lives of Mechanical Men — Randy F. Nelson
  - Copy Cats — David Crouse
- 2006
  - Tell Borges If You See Him. Tales of Contemporary Somnambulation — Peter LaSalle
  - Super America — Anne Panning
  - The Pale of Settlement — Margot Singer
- 2007
  - The Theory of Light and Matter — Andrew Porter
  - Bodies of Water — Peter Selgin